# Front (meteorologie)

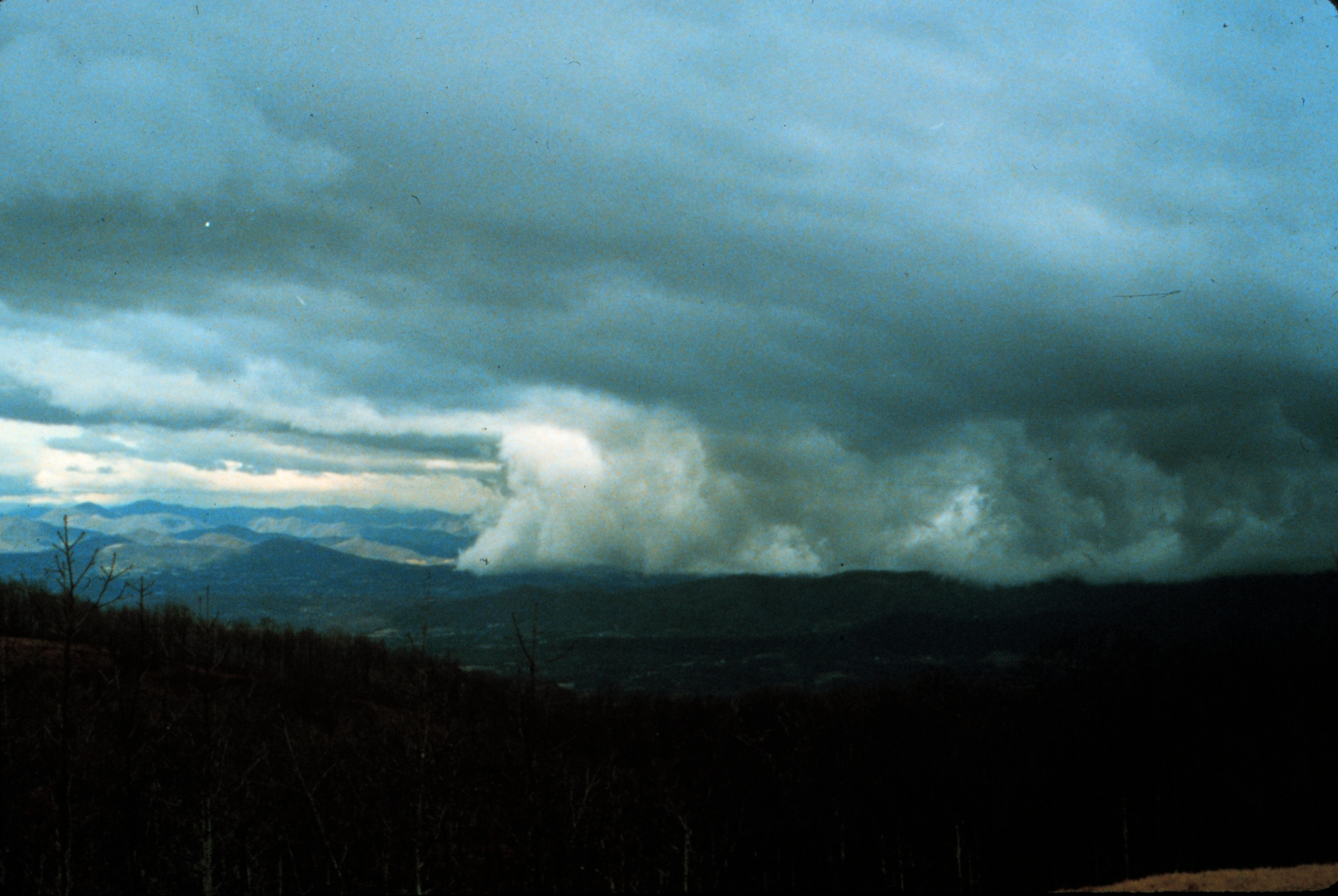
Een koufront

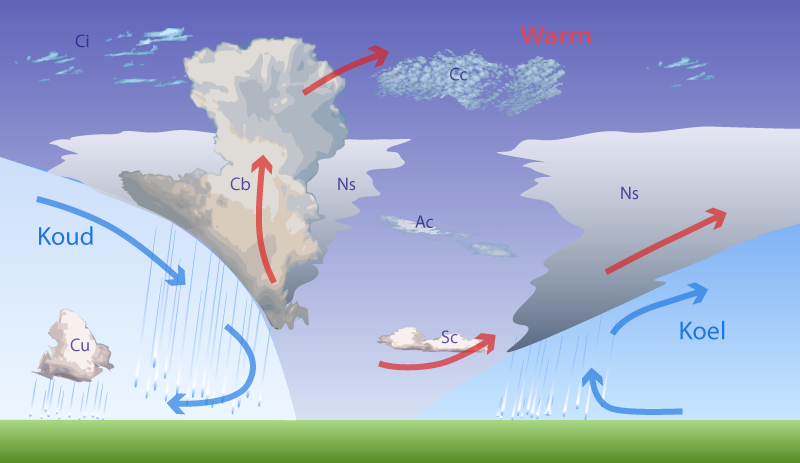
Doorsnede van de atmosfeer: een depressie met een warmte- en koufront

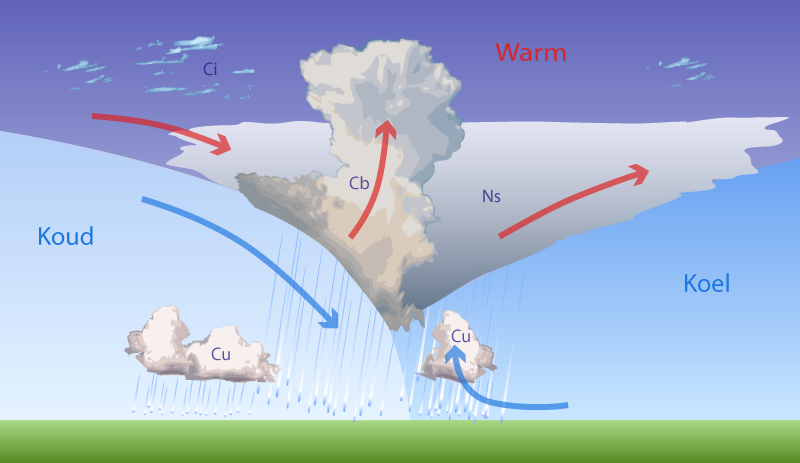
Doorsnede van de atmosfeer: een depressie met een occlusiefront

Een front (Latijn: frons, voorhoofd of voorzijde) is een scheidingsvlak tussen koude en warme luchtsoorten. Soms wordt de term gebruikt voor een scheidingsvlak tussen droge en vochtige luchtmassa's. Hoewel dit eigenlijk een dunne overgangslaag of mengingslaag is, is het gebruikelijk om van een frontvlak te spreken. Frontogenese is het ontstaan van fronten, of in wijdere zin het verscherpen of activeren van een bestaand front. Frontolyse is het tegenovergestelde hiervan; dit is het oplossen of verzwakken van fronten.
Het verschil in temperatuur tussen beide luchtsoorten heeft een verschil in dichtheid tot gevolg. Hierdoor staat het frontvlak niet verticaal, maar zal de dichtere lucht zich onder minder dichte uitbreiden. Dit in combinatie met het corioliseffect maakt dat het vlak een helling krijgt. Deze helling is over het algemeen klein en ligt tussen 1 op 25 en 1 op 100.

## Geografische indeling
Geografisch gezien worden fronten ingedeeld naar de plaats waar luchtsoorten uit de brongebieden elkaar raken. Zo is het arctische front het grensvlak tussen arctische lucht (AL) en polaire lucht (PL) en het polaire front het grensvlak tussen polaire lucht en tropische lucht (TL). Het equatoriale front ligt tussen equatoriale lucht (EL) van het noordelijk en het zuidelijk halfrond, maar dit wordt vanwege het geringe verschil tussen de luchtsoorten aan weerszijden meestal de intertropische convergentiezone (ITCZ) genoemd.

## Fronttypen
Fronten kunnen ook ingedeeld worden naar de beweging die een luchtsoort maakt ten opzichte van de andere, de fronttypen. Warme lucht die koude lucht verdringt, is een warmtefront, terwijl het andersom een koufront is. Op het noordelijk halfrond geldt dat ten zuiden van de kern van een frontale depressie eerst een warmtefront passeert, gevolgd door het koufront. Ten noorden van de kern blijft het koude massa. Een koufront en een warmtefront samen vormen een frontaalsysteem. Die draaien, op het noordelijk halfrond tegen de wijzers van de klok in, meestal om de kern van een lagedrukgebied. Omdat een koufront in de regel sneller om die kern draait dan een warmtefront, zullen in de loop van de tijd het koufront en het warmtefront geleidelijk in elkaar schuiven tot een occlusiefront.
Fronten die zich niet verplaatsen over het aardoppervlak zijn stationaire fronten. De luchtsoorten aan weerszijden van het front kunnen zich hierbij wel evenwijdig aan het front bewegen. Een front dat het aardoppervlak niet bereikt, is een hoogtefront. Dit kan optreden door het passeren van een bergrug waarbij het wordt afgesneden of door het oplossen van het frontvlak in de onderste luchtlaag.

## Weer
De nadering van een front is meestal al te merken aan het weer. Deze veranderingen worden gebruikt voor frontenanalyse en bestaan uit:
- een temperatuursprong;
- een windsprong;
- de barometertendens;
- de bewolking;
- de neerslag;
- de vochtigheidsverandering;
- het zicht.

Zo zal de wind in de regel al ruim vóór een frontpassage toenemen en geleidelijk krimpen: van richting veranderen in tegengestelde richting van de wijzers van een klok. Als het front dichterbij komt, neemt ook de bewolking toe. Een warmtefront kondigt zich aan met hoge sluierbewolking. Terwijl het warmtefront voorbijtrekt, valt er mogelijk lichte regen of motregen. Bovendien verslechtert het zicht en kan het geruime tijd nevelig of mistig zijn.
Ook een koufront wordt gemarkeerd door bewolking. Bij de passage van het front valt meestal intensievere, buiige neerslag. De wind ruimt dan plotseling: draait in dezelfde richting als de wijzers van de klok en waait achter het koufront meestal uit richtingen tussen west en noord. Na de frontpassage klaart het gewoonlijk op en wordt het zicht aanzienlijk beter.
Een meteorologisch instituut kan het tijdstip van een frontpassage ongeveer bepalen op grond van weerwaarnemingen en computerberekeningen. De activiteit van een front kan echter veranderen en het front kan ook plotseling vertragen. Een verkeerde inschatting van het tijdstip van de frontpassage of van de activiteit van het front leidt in vrijwel alle gevallen tot een weersverwachting die niet uitkomt. Voor een warmtefront uit kan het weer zelfs tijdelijk verbeteren doordat met de naar tussen zuid tot oost gedraaide wind in de regel warmere en drogere lucht wordt aangevoerd. 
Het conceptueel model van een front werd voor het eerst beschreven door de Noorse school.